# Sturzhahn
Der Sturzhahn, auch Traglsturz oder Traglhahn, ist ein 2028 m ü. A. hoher Berg im Toten Gebirge in der Steiermark am Rande der Tauplitzalm. Es handelt sich beim Sturzhahn eigentlich um die Südwestschulter des Großen Tragls. 

## Erstbesteigungen
Die 200 Meter hohe Westwand des Sturzhahns wurde 1935 erstmals von Heinrich Harrer und Kurt Wallenfells durchstiegen. Der Sturzhahn gilt heute auch als einstiger Kletterberg Harrers, der von 1933 bis 1936 seine Ferien als Wirt der nahegelegenen Grazerhütte verbrachte.

## Anstiege
Der Sturzhahn wird von der Tauplitzalm oder Tauplitz aus bestiegen, der Weg führt dabei auch am Steirersee vorbei.